# Більський Фома Антонович
Бі́льський Фома́ Анто́нович (*1890–†1952) — краєзнавець, педагог, музеолог, педагог.
1920-ті роки XX ст., а надто ж період нової економічної політики, вирізнялися відносно вільною можливістю реалізації новаторських педагогічних ідей у культурно-освітній сфері та музейній роботі. Одним із таких яскравих новаторів на Луганщині став професор Фома Більський, який присвятив своє життя справі розвитку народної освіти та науково-педагогічної думки України, Росії, Білорусі, Узбекистану.

## Біографія
Фома Антонович народився 31 жовтня 1890 року в с. Тимковичі Копильського району Мінської області, закінчив зі срібною медаллю Слуцькую гімназію, а потім Київський університет з дипломом I ступеня.

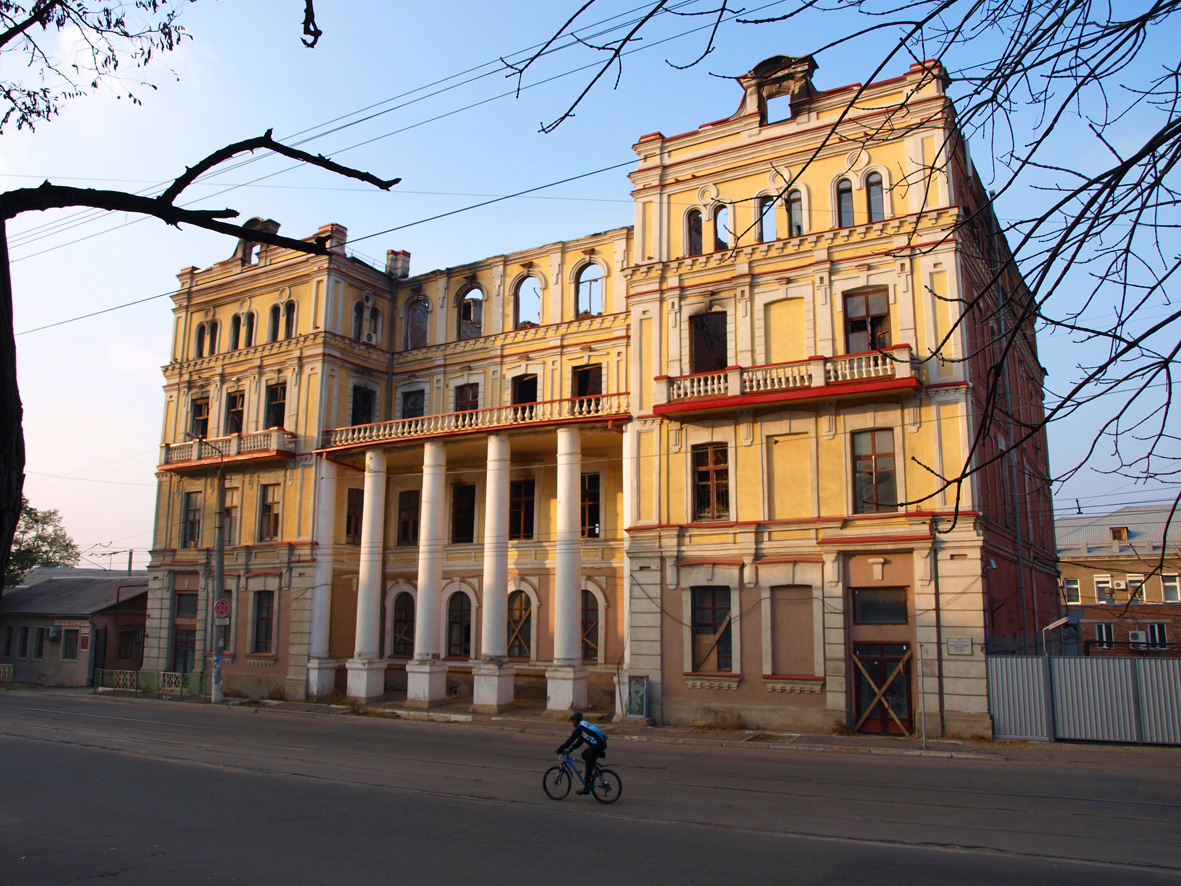
Будинок Васньова, в якому розміщався педагогічний музей (фото після пожежі 2011 р.)

Фома Більський — фундатор педагогічного музею, відкритого 1926 року в ДІНО, який тоді розміщувався на II поверсі будинку Васньова (Сергій Васньов — почесний громадянин міста, відомий домовласник).
В Україні працював у Златополі (викладачем без чину в 1913–1914 та 1914–1915 навчальних роках в Златопільській чоловічій гімназії), в Києві, Луганську, Херсоні. Зокрема, протягом 1923—1925 років був викладачем педагогіки та літератури Донецького інституту народної освіти (нині Луганський національний університет), а в наступні 4 роки (1925—1929) — професор педагогіки в цьому самому інституті.
- докладну біографію викладено на сайті Могильовського державного університету[4].

Співзасновник Наукового товариства на Донеччині в м. Луганську, голова її педагогічної секції.
Останнє місце роботи — Київський державний інститут фізичної культури, де протягом 1951—1952 років Фома Антонович був завідувачем кафедри педагогіки.
Помер 1952 року.

## Праці
Його наукові роботи були присвячені історії та методології педагогіки, створенню нових шкіл для обдарованих дітей, проблемам критеріїв оцінки знань учнів, а також проблемним питанням управління навчальними закладами, організації навчального процесу в середній та вищій школах. Ним написані десятки наукових робіт, зокрема такі: «Педагогика как наука», «Организация научной работы», «Изучение успехов учащихся по стандартизированным тестам», «Организация школ для одаренных детей», «Изучение способностей детей», «Великий русский педагог К. Д. Ушинский» та ін.
- Бєльский Ф. Педагогіка як наука: (до питання про методологію педагогіки). — Луганск, 1929. — 16 с.